# Президентски избори в Русия (2024)
Президентските избори в Русия се провеждат в периода 15 – 17 март 2024 г. Съветът на федерацията на Федералното събрание на Руската федерация взема решение за назначаване на избори не по рано от 100 дни и не по-късно от 90 дни преди деня на гласуване.
Провеждането им е предшествано и съпътствано от критики и твърдения за липса на значима опозиция и на независими международни наблюдатели, както и за сплашване на гласоподаватели, което води до широко осъждане от международната общност и призиви за непризнаване на резултатите като законни.
Централната избирателна комисия (ЦИК) одобрява четирима кандидати за участие на изборите, издигнати от политически сили: Владимир Путин (издигнат от инициативната група по реда на самономиниране, изискващ 300 хил. вместо 100 хил. подписа), Николай Харитонов (Комунистическа партия на Руската федерация), Владислав Даванков (Нови хора) и Леонид Слуцки (Либерално-демократическа партия). Тримата „съперници“ на Путин в бюлетината са политици с нисък авторитет от символични опозиционни партии, които подкрепят линията на Кремъл. Антивоенният активист Борис Надеждин не е допуснат до участие в изборите, след като ЦИК заявява, че не е получил достатъчно легитимни подписи за издигане на кандидатурата му.
Според данните, предоставени от ЦИК, настоящият президент на Русия Владимир Путин печели изборите с 87,28%. Така той е избран за трети пореден мандат (и за пети мандат като президент, считайки двата му мандата като президент в периода от 2000 до 2008).
В последния ден от провеждането на изборите хиляди руски граждани вземат участие в координирана протестна акция (В полдень против Путина), идвайки в избирателните секции точно по обяд, когато поначало има висока избирателна активност. Инициатор на тази стратегия, подкрепена и от движението на покойния опозиционен лидер Алексей Навални, е бившият депутат от законодателното събрание в Санкт Петербург Максим Резник. Поддръжник на идеята е и Юлия Галямина  – член на Федералния координационен съвет на партията „5 декември“ (Партия 5 декабря), арестувана и затваряна многократно за организирането и участието в протести срещу Путин.

## Кандидати

### Основни кандидати
- Владимир Путин
- Владислав Даванков
- Николай Харитонов
- Леонид Слуцки

### Анулирани или нерегистрирани кандидати
- Екатерина Дунцова
- Максим Орешкин
- Павел Грудинин
- Ксения Собчак
- Григорий Явлински
- Максим Сурайкин
- Сергей Шойгу
- Михаил Мишустин
- Дмитрий Медведев
- Сергей Собянин
- Сергей Наришкин

## Резултати
| Кандидати                                     | Кандидати                                     | Партия                                        | Гласове     | %     |
| --------------------------------------------- | --------------------------------------------- | --------------------------------------------- | ----------- | ----- |
|                                               | Владимир Путин                                | безпартиен                                    | 76 277 708  | 87,28 |
|                                               | Николай Харитонов                             | Комунистическа партия на Руската федерация    | 3 768 470   | 4,31  |
|                                               | Владислав Даванков                            | Нови хора                                     | 3 362 484   | 3,85  |
|                                               | Леонид Слуцки                                 | Либерално-демократическа партия               | 2 795 629   | 3,20  |
| Невалидни/празни гласове                      | Невалидни/празни гласове                      | Невалидни/празни гласове                      | 1 193 278   | 1,37  |
| Регистрирани избиратели/избирателна активност | Регистрирани избиратели/избирателна активност | Регистрирани избиратели/избирателна активност | 114 212 734 | 77,44 |